# Romantycy Lekkich Obyczajów
Romantycy Lekkich Obyczajów – polski zespół muzyczny założony w Olsztynie przez Damiana Langego i Adama Millera.

## Historia
Romantycy Lekkich Obyczajów to alternatywny duet, który powstał w marcu 2011 roku. Styl jaki prezentują to połączenie folku, rocka, piosenki kabaretowej i melodramatycznego popu. 
Teksty pisze Lange, muzykę tworzą wspólnie, a za teledyski odpowiada Miller. 
RLO 16 grudnia 2011 roku wydali debiutancki album o tytule „Lejdis&Dżentelmenels”. Ponownie wydany został włączony do ogólnopolskiej dystrybucji 28 września 2012 pod szyldem wytwórni S.P. Records, z którą zespół podpisał kontrakt płytowy. Singlem promującym płytę był utwór „Poznajmy się”, w rocznym podsumowaniu słuchaczy radia EskaROCK plasujący się na 14. miejscu. 
5 grudnia 2013 roku zespół wydał drugą płytę pod tytułem „Kosmos dla mas”. Singlem promującym był utwór „Ziemia Planeta Ludzi”.
20 kwietnia 2018 roku zespół wydał trzecią płytę pod tytułem „Neoromantyzm”. Singlem promującym był utwór tytułowy, w którym gościnnie pojawił się przyjaciel i mentor grupy, Krzysztof „Grabaż” Grabowski
16 sierpnia 2019 roku zespół wydał składankę „Best OF” z 12 kompozycjami oraz dodatkowym, niepublikowanym wcześniej utworem „Odpi3rdol si3 od3 mni3”.

## Skład
- Damian Lange – śpiew, gitara,
- Adam Miller – śpiew, pozostałe instrumenty muzyczne, produkcja.

Na koncertach wraz z grupą występują również:
- Jakub Staniak – instrumenty klawiszowe,
- Paweł Łach – perkusja.

## Dyskografia
| Rok  | Tytuł                                                                   |
| ---- | ----------------------------------------------------------------------- |
| 2012 | Lejdis & Dżentelmenels - Data: 28 września 2012 - Wydawca: S.P. Records |
| 2013 | Kosmos dla mas - Data: 5 grudnia 2013 - Wydawca: S.P. Records           |
| 2018 | Neoromantyzm - Data: 20 kwietnia 2018 - Wydawca: S.P. Records           |
| 2019 | Best of - Data: 16 sierpnia 2019 - Wydawca: S.P. Records                |

## Teledyski
- „Moja wieś”
- „Poznajmy się”
- „Niby-statek”
- „Nie myśl o mnie źle”
- „Lodziarka”
- „Być wolnym słowem”
- „Ziemia planeta ludzi”
- „Gwiazdy spadają”
- „Urodziny”
- „Miłość na odległość”
- „Morfeusz”
- „Neoromantyzm”
- „Zwilż”
- „Dotknij żaru”
- „Dom”